# 2008년 빌보드 핫 100 차트 1위 목록

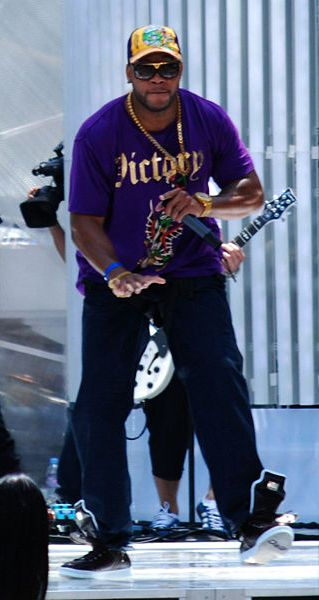
플로 라이다의 첫 미국 1위 싱글 〈Low〉는 2008년 10주 연속 정상에 머물며 가장 오랫동안 1위를 했다.

빌보드 핫 100은 미국에서 가장 실적이 좋은 싱글의 순위를 매기는 차트이다. 각 싱글의 주간 피지컬 및 디지털 판매량, 에어플레이를 기반으로 종합하여 닐슨 사운드스캔이 자료를 편집하며, 《빌보드》를 통해 출간된다. 2008년 52주 동안 총 14장의 싱글이 1위에 올랐다.
랩퍼 플로 라이다의 〈Low〉는 2008년 처음으로 올랐으며, 이후 10주 연속 1위를 지켜 가장 오랫동안 정상에 올랐다. 이는 2006년 말 알앤비 가수 비욘세의 〈Irreplaceable〉이 기록한 10주 1위 이후 가장 오랫동안 1위를 한 것이다. 〈Low〉는 2008년 미국에서 가장 좋은 성적을 기록한 싱글로, 《빌보드》에서 발표한 연간 차트에서도 1위에 올랐다. 이밖에 케이티 페리의 〈I Kissed a Girl〉이 7주 연속 1위, T.I.의 〈Whatever You Like〉가 비연속 7주 1위를 하며 오랫동안 차트 정상에 머물렀다.
2008년 플로 라이다, 리오나 루이스, 릴 웨인, 콜드플레이, 페리, 총 7명의 가수들이 첫 번째 미국 1위 싱글을 만들어 냈다. 영 지지와 스태틱 메이저는 피처링 게스트로 참여해 첫 1위 싱글을 만들어 냈다.  T.I.는 〈Whatever You Like〉를 통해 본인의 노래로 첫 1위 싱글을 만들었다. 또한 T.I.는 〈Whatever You Like〉와 비연속 6주 1위를 차지한 〈Live Your Life〉를 합쳐 총 13주 동안 1위를 차지해 가장 오랫동안 1위를 한 가수이다. 한 해 동안 여러 1위 노래를 만들어 낸 음악가로는 세 곡을 기록한 리한나 (피처링 가수로 이름을 올린 〈Live Your Life〉 포함)와 두 곡을 기록한 T.I가 있다. 리한나는 세 노래로 총 9주 1위를 기록해 여자 가수 중에서 가장 오랫동안 정상을 차지했다.
2008년 빌보드 핫 100에서 가장 눈에 띄는 사안으로 96위로 데뷔해 단숨에 정상까지 띄어오른 브리트니 스피어스의 〈Womanizer〉가 있다. 이 싱글은 스피어스의 두 번째 1위 싱글로, 첫 번째 1위 싱글 이후 9년만이다. 팝 가수 머라이어 캐리는 〈Touch My Body〉를 통해 엘비스 프레슬리와 동률이었던 기록을 깨고 18번째 1위 싱글을 만들어 냈다. 이는 1955년 차트가 시작된 이후 솔로 가수로는 가장 많은 1위 기록이며, 음악 그룹을 포함한 전체 가수 중에서는 비틀즈에 이어 두 번째 기록이다. 가수 리오나 루이스는 〈Bleeding Love〉를 통해 데뷔 싱글로 빌보드 핫 100 1위에 오른 세 번째 영국 여자 가수라는 기록을 세웠다. 페리의 〈I Kissed a Girl〉은 빌보드 차트가 시작된 이례로 1,000번째로 1위를 한 노래다. 이 노래는 여름 기간 13주 중에서 7주 동안 1위를 차지했지만, 평론가들은 2008년 올해의 여름 노래로 여러 곡을 떠올렸다.

## 차트 역사

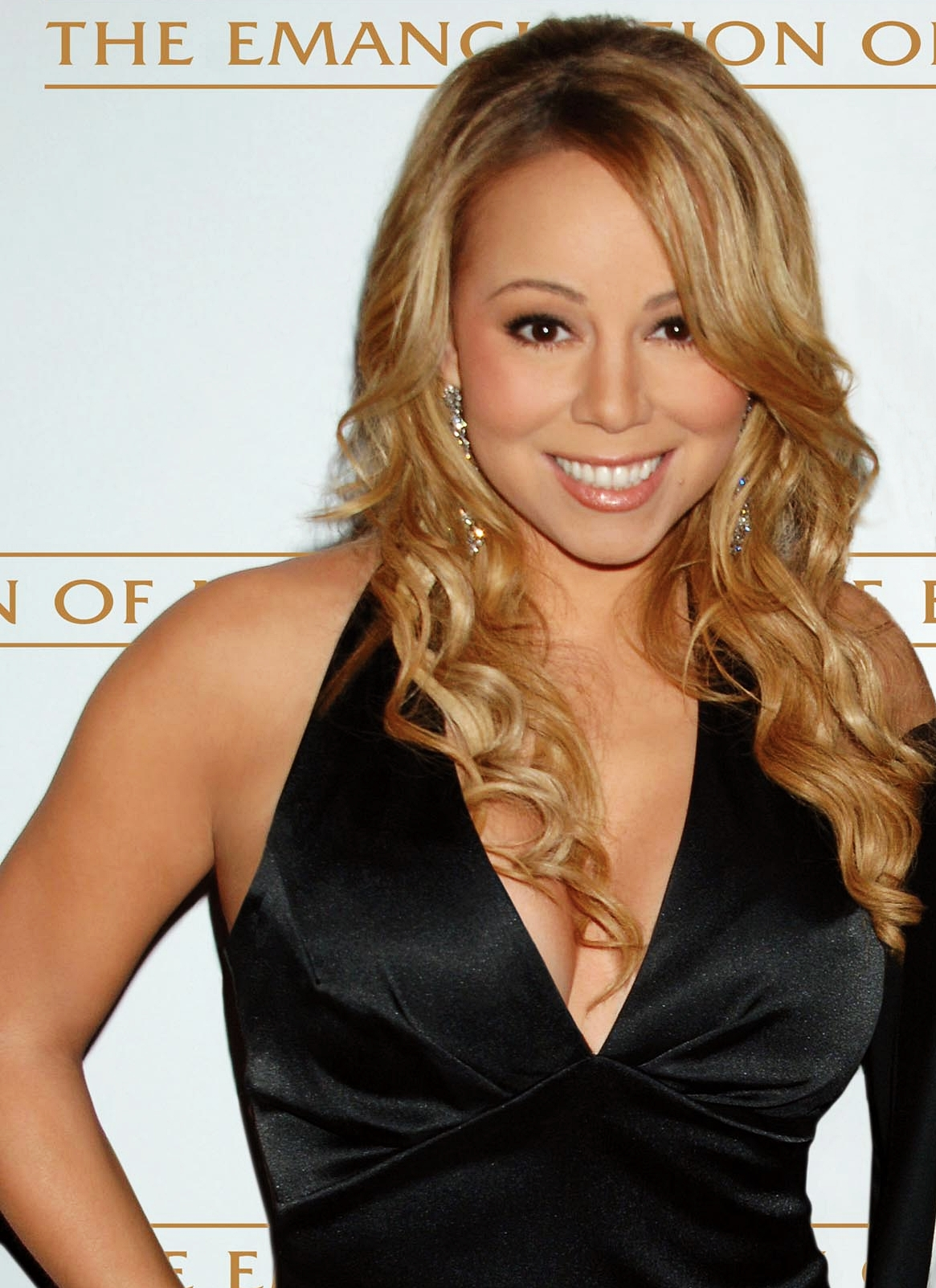
팝, 알앤비 가수 머라이어 캐리는 〈Touch My Body〉를 통해 18번째 1위 싱글을 만들어냈는데, 엘비스 프레슬리와의 동률 기록을 깨고 비틀즈에 이어 차트 역사상 두 번째로 많은 1위 싱글을 보유하게 되었다.

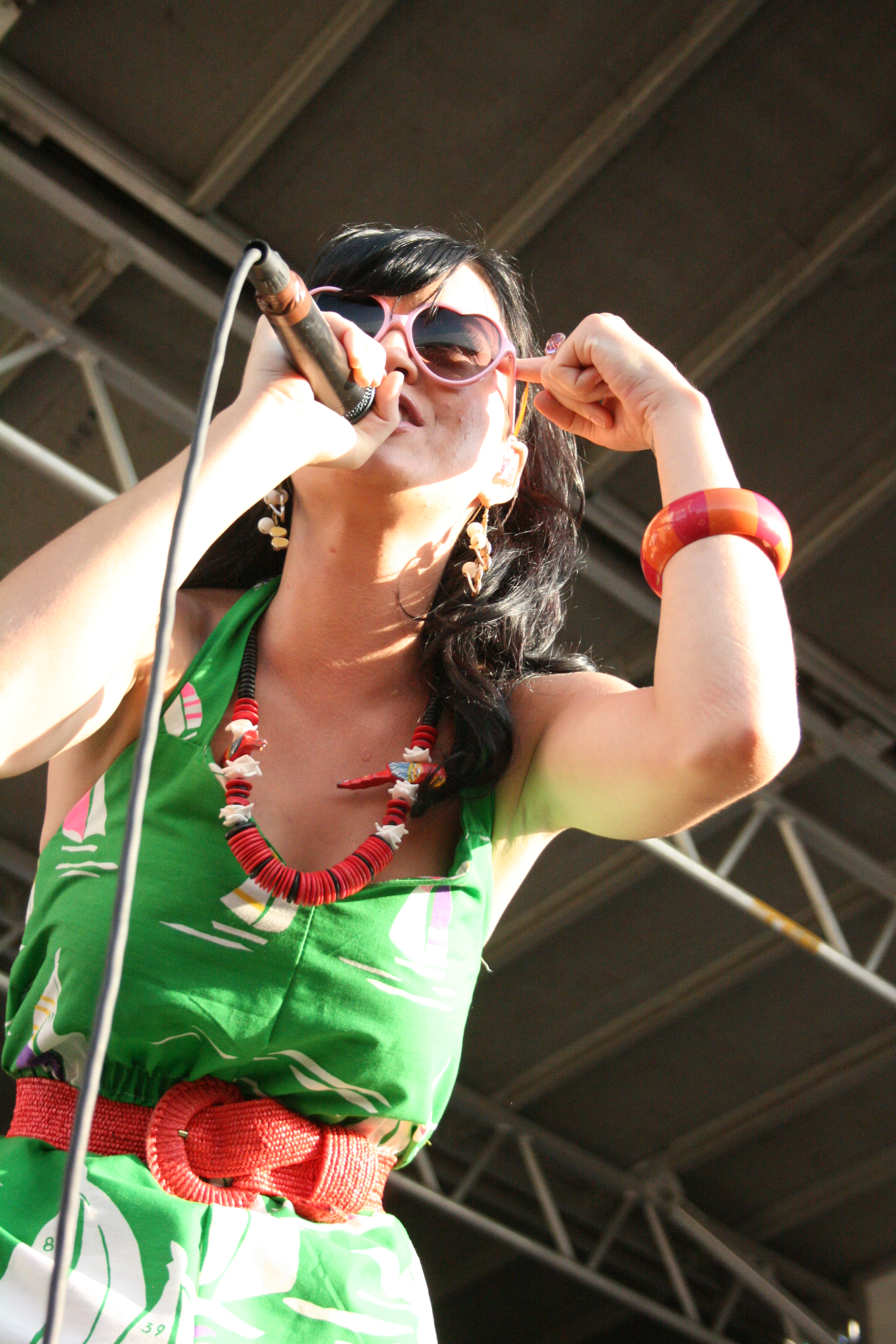
가수 케이티 페리의 첫 미국 1위 싱글 〈I Kissed a Girl〉은 빌보드 차트 1,000번째 1위 노래이다.

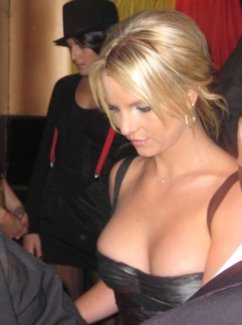
팝 가수 브리트니 스피어스는 〈Womanizer〉를 통해 두 번째 1위 싱글을 만들었는데, 첫 번째 1위 싱글 이후 9년만이다.

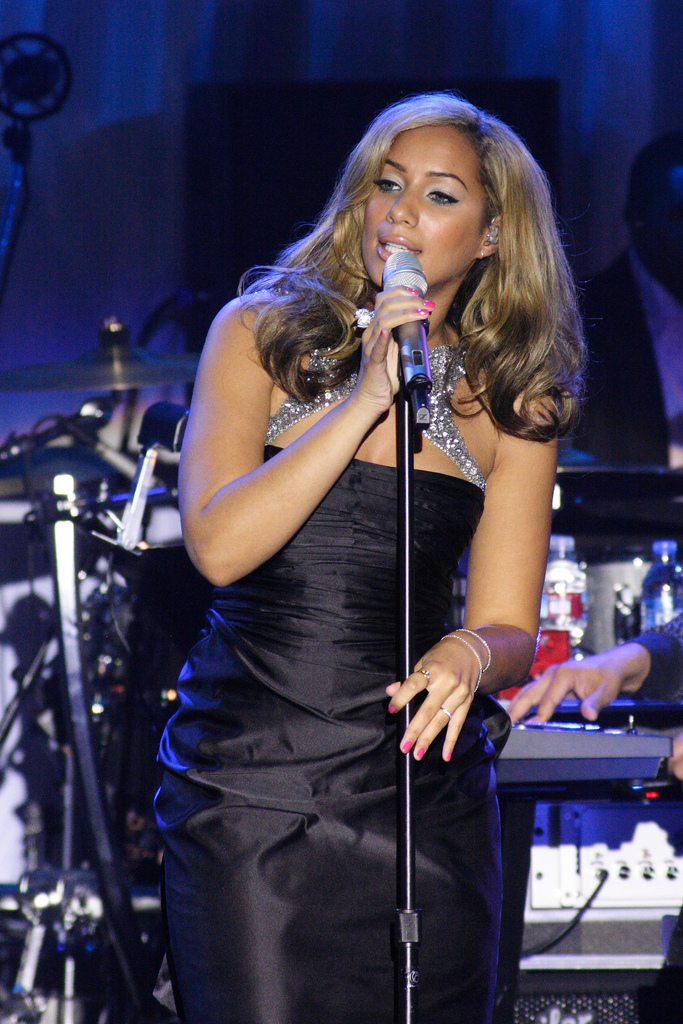
팝 가수 리오나 루이스는 데뷔 싱글로 빌보드 핫 100 정상을 차지한 역사상 세 번째 영국 여자 가수이다.

| 2008년 연간 1위 싱글 | 2008년 연간 1위 싱글 |

| 발표일    | 노래                             | 음악가                        | 출처          |
| --------- | -------------------------------- | ----------------------------- | ------------- |
| 1월 5일   | Low                              | 플로 라이다 (Feat. 티페인)    | [ 22 ]        |
| 1월 12일  | Low                              | 플로 라이다 (Feat. 티페인)    | [ 23 ]        |
| 1월 19일  | Low                              | 플로 라이다 (Feat. 티페인)    | [ 24 ]        |
| 1월 26일  | Low                              | 플로 라이다 (Feat. 티페인)    | [ 25 ]        |
| 2월 2일   | Low                              | 플로 라이다 (Feat. 티페인)    | [ 26 ]        |
| 2월 9일   | Low                              | 플로 라이다 (Feat. 티페인)    | [ 27 ]        |
| 2월 16일  | Low                              | 플로 라이다 (Feat. 티페인)    | [ 28 ]        |
| 2월 23일  | Low                              | 플로 라이다 (Feat. 티페인)    | [ 29 ]        |
| 3월 1일   | Low                              | 플로 라이다 (Feat. 티페인)    | [ 30 ]        |
| 3월 8일   | Low                              | 플로 라이다 (Feat. 티페인)    | [ 2 ]         |
| 3월 15일  | Love in This Club                | 어셔 (Feat. 영 지지)          | [ 31 ]        |
| 3월 22일  | Love in This Club                | 어셔 (Feat. 영 지지)          | [ 32 ]        |
| 3월 29일  | Love in This Club                | 어셔 (Feat. 영 지지)          | [ 33 ]        |
| 4월 5일   | Bleeding Love                    | 리오나 루이스                 | [ 34 ]        |
| 4월 12일  | Touch My Body                    | 머라이어 캐리                 | [ 15 ] [ 16 ] |
| 4월 19일  | Touch My Body                    | 머라이어 캐리                 | [ 35 ]        |
| 4월 26일  | Bleeding Love                    | 리오나 루이스                 | [ 36 ]        |
| 5월 3일   | Lollipop                         | 릴 웨인 (Feat. 스태틱 메이저) | [ 8 ]         |
| 5월 10일  | Bleeding Love                    | 리오나 루이스                 | [ 37 ]        |
| 5월 17일  | Bleeding Love                    | 리오나 루이스                 | [ 38 ]        |
| 5월 24일  | Take a Bow                       | 리한나                        | [ 39 ] [ 40 ] |
| 5월 31일  | Lollipop                         | 릴 웨인 (Feat. 스태틱 메이저) | [ 41 ]        |
| 6월 7일   | Lollipop                         | 릴 웨인 (Feat. 스태틱 메이저) | [ 42 ]        |
| 6월 14일  | Lollipop                         | 릴 웨인 (Feat. 스태틱 메이저) | [ 43 ]        |
| 6월 21일  | Lollipop                         | 릴 웨인 (Feat. 스태틱 메이저) | [ 44 ]        |
| 6월 28일  | Viva la Vida                     | 콜드플레이                    | [ 9 ] [ 45 ]  |
| 7월 5일   | I Kissed a Girl                  | 케이티 페리                   | [ 10 ] [ 46 ] |
| 7월 12일  | I Kissed a Girl                  | 케이티 페리                   | [ 47 ]        |
| 7월 19일  | I Kissed a Girl                  | 케이티 페리                   | [ 48 ]        |
| 7월 26일  | I Kissed a Girl                  | 케이티 페리                   | [ 49 ]        |
| 8월 2일   | I Kissed a Girl                  | 케이티 페리                   | [ 50 ]        |
| 8월 9일   | I Kissed a Girl                  | 케이티 페리                   | [ 51 ]        |
| 8월 16일  | I Kissed a Girl                  | 케이티 페리                   | [ 52 ]        |
| 8월 23일  | Disturbia                        | 리한나                        | [ 53 ]        |
| 8월 30일  | Disturbia                        | 리한나                        | [ 54 ]        |
| 9월 6일   | Whatever You Like                | T.I.                          | [ 11 ]        |
| 9월 13일  | Whatever You Like                | T.I.                          | [ 55 ]        |
| 9월 20일  | Whatever You Like                | T.I.                          | [ 56 ]        |
| 9월 27일  | So What                          | 핑크                          | [ 57 ]        |
| 10월 4일  | Whatever You Like                | T.I.                          | [ 58 ]        |
| 10월 11일 | Whatever You Like                | T.I.                          | [ 59 ]        |
| 10월 18일 | Live Your Life                   | T.I. (Feat. 리한나)           | [ 60 ]        |
| 10월 25일 | Womanizer                        | 브리트니 스피어스             | [ 61 ] [ 62 ] |
| 11월 1일  | Whatever You Like                | T.I.                          | [ 63 ]        |
| 11월 8일  | Whatever You Like                | T.I.                          | [ 5 ]         |
| 11월 15일 | Live Your Life                   | T.I. (Feat. 리한나)           | [ 64 ]        |
| 11월 22일 | Live Your Life                   | T.I. (Feat. 리한나)           | [ 65 ]        |
| 11월 29일 | Live Your Life                   | T.I. (Feat. 리한나)           | [ 66 ]        |
| 12월 6일  | Live Your Life                   | T.I. (Feat. 리한나)           | [ 67 ]        |
| 12월 13일 | Single Ladies (Put a Ring on It) | 비욘세                        | [ 68 ]        |
| 12월 20일 | Live Your Life                   | T.I. (Feat. 리한나)           | [ 12 ]        |
| 12월 27일 | Single Ladies (Put a Ring on It) | 비욘세                        | [ 69 ]        |

## 참고 문헌
- Fred Bronson's Billboard Book of Number 1 Hits, 5th Edition (ISBN 0-8230-7677-6)
- Joel Whitburn's Top Pop Singles 1955-2008, 12 Edition (ISBN 0-89820-180-2)
- Joel Whitburn Presents the Billboard Hot 100 Charts: The 2000s (ISBN 0-89820-182-9)
- 추가 정보는 《빌보드》의 온라인 보관 서비스과 잡지의 인쇄판에서 얻을 수 있습니다.